# 佐川急便東京SC
佐川急便株式会社東京サッカークラブ（さがわきゅうびんかぶしきがいしゃとうきょうサッカークラブ）、通称佐川急便東京SC（さがわきゅうびんとうきょうSC）は、かつて日本の東京都江東区を本拠地として活動していた佐川急便東京支社による企業サッカークラブ。

## 概要
このチームには2つのルーツがある。1つは1991年に創部された佐川急便東京支社のサッカー同好会。もう1つは1993年に全日空（横浜）サッカークラブや旧横浜フリューゲルスのOB選手らが結成した「東京フリエサッカークラブ」である。1999年に、当時東京都1部リーグで活動していた東京フリエを佐川急便サッカー部が合併してこの姿となった。ただし当時の佐川急便サッカー部は東京都4部リーグ所属であり、この時点でチームの実体はほぼ「東京フリエ」となった。そのため一時チーム名が｢佐川急便東京フリエサッカークラブ｣となっていた時期もあった。この経緯もあって全日空FCやフリューゲルスのOBを多数擁して戦っていた時期が長く、元Jリーガーやアマチュアの有力選手を抱え、JFL上位を争う強豪であった。
佐川急便の社内運動会「佐川スポーツフェスティバル」の一環として行われる社内サッカー大会においては、同じJFL所属の佐川急便大阪SCと、ライバルとしてシーズンの合間となる5月上旬のゴールデンウィークに行われる事が多い決勝戦を戦うのが常であった。この対決の最終年であった2006年はPK戦の末、佐川東京が優勝している。
本拠地は江東区夢の島陸上競技場（5,000人収容）がメインだが、試合会場確保の難しい東京都内ということもあり、この他にホームゲームは西が丘サッカー場、駒沢陸上競技場、江戸川区陸上競技場、多摩市立陸上競技場、味の素スタジアム、アミノバイタルフィールドなど都内各地で開催されていた。
また、千葉県の鴨川市陸上競技場、神奈川県の大和市営大和スポーツセンター競技場、海老名運動公園陸上競技場、埼玉県の熊谷スポーツ文化公園陸上競技場など、東京から離れた会場をホームゲーム開催地とすることもあった。
練習は主に、江東区の新砂運動場で行われていた。

## 歴史
東京都社会人リーグでの活動を経て、2000年より関東サッカーリーグに昇格すると初年度で優勝、続いて同年度の全国社会人サッカー選手権大会でも優勝を果たす。そして全国地域リーグ決勝大会でも優勝し、2001年度よりJFLに昇格となった。JFL初年度は全国の佐川急便を代表するチームとしての位置づけから「佐川急便サッカークラブ」として参加したが、翌2002年に佐川急便大阪SCが昇格したために、チームを区別するため元の「佐川急便東京サッカークラブ」に戻した。
2001年は前期2位（天皇杯シード出場）、シーズン全体では4位につけた。12月9日に瑞穂陸上競技場で開催された天皇杯全日本サッカー選手権大会3回戦では、嘉悦秀明のハットトリックなどでJ1の名古屋グランパスエイトを4-0で撃破。当時史上最大のアップセットと呼ばれ話題を呼んだ。
2002年は、開幕こそつまづいたものの途中9連勝を飾るなど好調を維持し、Honda FC、大塚製薬と優勝を争い最終戦まで優勝の可能性を残したが2位に終わる。この年は山本正男が14得点でJFL得点王を獲得した。この年は天皇杯出場を逃している。
2003年のJFLではHonda FCや愛媛FCなどに2敗するなど上位陣に後れをとり、5位に終わった。東京都代表として出場した天皇杯では再び3回戦に駒を進めJ1のジュビロ磐田と対戦するも、0-2で敗れた。この年のオフには当時の監督が児童買春行為を働いたとして逮捕され、日本サッカー協会の指導者資格を無期限停止される（後に無期限資格停止処分は解除）というアクシデントがあった。
2004年は大塚製薬、Honda FCなどに2敗、更に中位グループにも星を落とすなど調子が上がらず、7位と順位を下げた。しかし、この年Jリーグ加盟を目指していたザスパ草津、愛媛FCに対しては1勝1分けと相性が良かった。この年のJFL最終戦では対戦相手の試合出場辞退により不戦勝を経験している。東京都代表として出場した天皇杯では4回戦で前年に続きジュビロ磐田と対戦、先制を許したのち竹谷英之の2ゴールで一時逆転したものの、最終的には再逆転を許して敗退した。
2005年は前半戦に1点差での敗戦が続いて低迷、しかし天皇杯予選を迎える夏場から調子を上げ、Honda FCにアウェイで勝利するなど上位陣を連破、最終的には6位でシーズンを終えた。この年優勝・Jリーグ加盟を果たす愛媛FCに対しては2勝と強さをみせた。三たび東京都代表として出場した天皇杯では3回戦でJ2のコンサドーレ札幌と対戦、2-0と勝利した。続く4回戦ではJ1の川崎フロンターレと対戦、堀健人の先制ゴールで1-0とリードするも前半のうちに追いつかれ、終盤に大量失点を許して1-5と敗れた。
2006年は開幕から連勝するものの、4月後半から5月にかけて調子を落とし連敗。しかし、Honda FCやYKK APなど上位陣との対戦を迎えた5月下旬以降は調子を取り戻した。この年、26得点でJFL得点王となる大久保哲哉を軸に、山本、堀、竹谷がそれぞれシーズン10得点以上を記録する攻撃力をみせ、リーグ最多得点・最少失点という強さで6月以降22戦無敗として優勝争いに加わるが、序盤の連敗が響いて優勝には届かず、再び2位でシーズンを終えた。天皇杯は、東京都予選となる東京都サッカートーナメント準決勝で駒澤大学サッカー部に敗れ、本戦出場は叶わなかった。
2006年9月14日、佐川急便大阪SCとの合併、及び本拠地の滋賀県移転が発表された。2007年度からは佐川急便SCとして再出発をすることとなった。

## 戦績
| 年度 | 所属      | 順位 | 勝点 | 試合 | 勝 | 分 | 敗 | 得点 | 失点 | 得失 | 数 | 備考                  |
| ---- | --------- | ---- | ---- | ---- | -- | -- | -- | ---- | ---- | ---- | -- | --------------------- |
| 1999 | 東京都1部 | 優勝 | 39   | 13   | 13 | 0  | 0  | 57   | 12   | +45  | 14 | 関東社会人大会優勝    |
| 2000 | 関東      | 優勝 | 42   | 18   | 14 | 0  | 4  | 54   | 16   | +38  | 10 | 全国地域L決勝大会優勝 |
| 2001 | JFL       | 4位  | 62   | 30   | 19 | 5  | 6  | 60   | 23   | +37  | 16 | 天皇杯4回戦敗退       |
| 2002 | JFL       | 2位  | 39   | 17   | 12 | 3  | 2  | 49   | 22   | +27  | 18 |                       |
| 2003 | JFL       | 5位  | 52   | 30   | 15 | 7  | 8  | 54   | 37   | +17  | 16 | 天皇杯3回戦敗退       |
| 2004 | JFL       | 7位  | 44   | 30   | 13 | 5  | 12 | 43   | 39   | +4   | 16 | 天皇杯3回戦敗退       |
| 2005 | JFL       | 6位  | 52   | 30   | 16 | 4  | 10 | 55   | 33   | +22  | 16 | 天皇杯4回戦敗退       |
| 2006 | JFL       | 2位  | 75   | 34   | 23 | 6  | 5  | 84   | 23   | +61  | 18 |                       |

## タイトル

### リーグ戦
- 関東サッカーリーグ1部：1回
  - 2000年

### カップ戦
- 全国社会人サッカー選手権大会：1回
  - 2000年
- 全国地域リーグ決勝大会：1回
  - 2000年

## 歴代監督
- 其田秀太（2004年）
- 田中信孝（2005-2006年）

## 過去に在籍した選手

### 背番号変遷
| No. | 2001     | 2002     | 2003     | 2004     | 2005       | 2006       |
| --- | -------- | -------- | -------- | -------- | ---------- | ---------- |
| 1   | 長谷川紳 | 長谷川紳 | 加藤竜二 | 加藤竜二 | 佐野智之   | 佐野智之   |
| 2   | 川瀬信一 | 川瀬信一 | 田島宏晃 | 中澤友秀 | 中澤友秀   | 谷内謙介   |
| 3   | 梶山洋一 | 梶山洋一 | 冨山卓也 | 冨山卓也 | 冨山卓也   | 冨山卓也   |
| 4   | 川村亮介 | 川村亮介 | 川村亮介 | 川村亮介 | 川村亮介   | 川村亮介   |
| 5   | 時岡宏昌 | 伊藤琢矢 | 伊藤琢矢 | 伊藤琢矢 | 伊藤琢矢   | 伊藤琢矢   |
| 6   | 鈴木俊   | 鈴木俊   | 鈴木俊   | 鈴木俊   | 鈴木俊     | 鈴木俊     |
| 7   | 嘉悦秀明 | 嘉悦秀明 | 嘉悦秀明 | 嘉悦秀明 | 小幡正     | 小幡正     |
| 8   | 田中雅之 | 田中雅之 | 山根伸泉 | 山根伸泉 | 山根伸泉   | 山根伸泉   |
| 9   | 馬目茂樹 | 馬目茂樹 | 馬目茂樹 | 馬目茂樹 | 馬目茂樹   | 大久保哲哉 |
| 10  | 米山智   | 米山智   | 米山智   | 山本正男 | 山本正男   | 山本正男   |
| 11  | 山本正男 | 山本正男 | 山本正男 | 小幡正   | 池田昌広   | 大沢朋也   |
| 12  | 佐野智之 | 佐野智之 | 佐野智之 | 佐野智之 | -          | -          |
| 13  | 松岡正樹 | 桂秀樹   | 桂秀樹   | 浅居丈愛 | 河合崇泰   | 河合崇泰   |
| 14  | 小幡正   | 小幡正   | 小幡正   | 榎本周平 | 榎本周平   | 榎本周平   |
| 15  | 尾島淳一 | 竹谷英之 | 竹谷英之 | 竹谷英之 | 竹谷英之   | 竹谷英之   |
| 16  | 伊藤琢矢 | 津村典明 | 津村典明 | 池田昌広 | 井上公平   | 井上公平   |
| 17  | 熊谷雅彦 | 熊谷雅彦 | 熊谷雅彦 | 熊谷雅彦 | 熊谷雅彦   | 堀健人     |
| 18  | 中払伸吾 | 中払伸吾 | 中払伸吾 | 中払伸吾 | 中払伸吾   | 中払伸吾   |
| 19  | 斉藤和也 | 阿久澤剛 | 阿久澤剛 | 河合崇泰 | 戸田有悟   | 戸田有悟   |
| 20  | 久保寺奨 | 久保寺奨 | 久保寺奨 | 尾林陽介 | 尾林陽介   | 尾林陽介   |
| 21  | 中内順平 | 阪本量彦 | 阪本量彦 | 阪本量彦 | 阪本量彦   | 森田耕一郎 |
| 22  | 金藤克佳 | 金藤克佳 | 田中雅之 | 田中雅之 | 堀健人     | -          |
| 23  | 関谷拓実 | 井上公平 | 井上公平 | 井上公平 | 田中雅之   | 高橋延仁   |
| 24  | 原野大輝 | 金子裕次 | 久保英朗 | 井上典也 | 浅居丈愛   | 浅居丈愛   |
| 25  | 笠木新   | 笠木新   | 笠木新   | 笠木新   | 笠木新     | 笠木新     |
| 26  | 山口伸一 | 山口伸一 | 光岡眞矢 | 尾上能久 | 尾上能久   | -          |
| 27  | -        | 戸田有悟 | 戸田有悟 | 戸田有悟 | 岩瀬浩介   | 岩瀬浩介   |
| 28  | 古邊芳昇 | 古邊芳昇 | -        | -        | 大久保哲哉 | 根本知治   |
| 29  | 井上雄幾 | 木島徹也 | 中澤友秀 | -        | -          | -          |
| 30  | -        | 久保英朗 | -        | -        | -          | -          |
| 31  | -        | 稲田卓也 | -        | -        | -          | -          |
| 41  | -        | 加藤竜二 | -        | -        | -          | -          |

## 表彰

### チーム
関東サッカーリーグ
- 優勝（2000年）

全国社会人サッカー選手権大会
- 優勝（2000年）

全国地域サッカーリーグ決勝大会
- 優勝（2000年）

日本フットボールリーグ
- フェアプレー賞 (2002年、2003年、2005年)

### 個人
日本フットボールリーグ
- 得点王
  - 2002年 - 山本正男（14得点）
  - 2006年 - 大久保哲哉（26得点）
- ベストイレブン
  - 2001年 - 熊谷雅彦
  - 2002年 - 熊谷雅彦、山本正男
  - 2006年 - 冨山卓也、山根伸泉、大久保哲哉